# Byråd
Der Byråd ist ein politisches Organ in einigen norwegischen Städten. Wörtlich übersetzt heißt Byråd auf Deutsch „Stadtrat“, es handelt sich dabei allerdings um eine Stadtregierung. Die Mitglieder des Organs werden ebenfalls Byråd genannt. In nicht-städtischen Kommunen kann ein Kommuneråd gebildet werden, in den Provinzen ein Fylkesråd
Auch in mehreren dänischen Städten gibt es das kommunale Organ des Byrådes, hier allerdings als Ratsversammlung und nicht als ausführende Stadtregierung.

## Norwegen

### Zuständigkeiten
Das Organ stellt die ausführende Gewalt in seiner Kommunen dar und wird deshalb auch als die Regierung der Stadt bezeichnet. Der Byråd ist dafür verantwortlich, dass die vom Kommunalparlament beschlossenen Gesetze umgesetzt werden. Das Parlament kann festlegen, ob die einzelnen Mitglieder einen abgesteckten Zuständigkeitsbereich bekommen oder nicht. Die beiden Formen werden auch als „Kollektivparlamentarismus“ und „Ministerparlamentarismus“ bezeichnet. Des Weiteren kann das jeweilige Kommunalparlament dem Organ Byråd oder Kommuneråd weitere Kompetenzen überschreiben. Dieser Bereich kann wiederum an das dafür zuständige Mitglied übergeben werden, wenn das Gremium nach dem Ministerparlamentarismus aufgebaut ist.

### Wahl
Das Kommunalparlament kann selbst bestimmen, auf welche Weise das Organ gewählt wird. Eine Möglichkeit ist es, dass die Mitglieder des Byråds vom Parlament der Stadtkommune (Bystyret) in dessen konstituierender Sitzung gewählt werden. In nicht-städtischen Kommunen wird der Kommuneråd entsprechend vom Kommunestyret gewählt. In der zweiten Variante wird vom Bürgermeister ein Vorsitzender des Kommuneråds (Kommunerådsleder) bzw. des Byråds (Byrådsleder) bestimmt, der die weiteren Mitglieder des Gremiums festlegen kann. Der Vorsitzende darf die weiteren Mitglieder jederzeit austauschen.
Es dürfen auch Personen, die bei den Kommunalwahlen nicht ins Parlament eingezogen sind, Mitglied im Byråd oder Kommuneråd werden. Wurde allerdings ein Abgeordneter des Parlaments Mitglied, so muss er sein Mandat ruhen lassen. Ein Vararepresentant, also ein Ersatzabgeordneter, übernimmt dann seinen Platz. Das Kommunalparlament darf bei beiden Varianten gegenüber den einzelnen oder auch allen Mitgliedern ein Misstrauensvotum durchführen. Wird in der zweiten Variante der Vorsitzende abgewählt, so müssen alle Mitglieder zurücktreten. Ein Ersatz muss jeweils spätestens in der nächsten Sitzung gewählt werden. Die Amtsdauer ist dadurch nicht fest an die Legislaturperioden gebunden.

### Verbreitung
Der erste Byråd wurde 1986 in Oslo zunächst versuchsweise eingeführt. Erst 1993 wurde beschlossen, dauerhaft auf dieses System zurückzugreifen. Derzeitiger Vorsitzender ist Raymond Johansen, der gemeinsam mit acht weiteren Personen das Gremium bildet. Die acht weiteren Politiker sind jeweils für einen Bereich zuständig. Im Jahr 2000 zog auch Bergen nach. Dort besteht der Byråd derzeit aus sieben Mitgliedern. In der nordnorwegischen Stadt Tromsø gab es in den Jahren 2011 bis 2015 einen Byråd.

### Unterschied zu Formannskap
Das einem Byråd oder Kommuneråd zugrunde liegende Modell heißt parlamentarisches Modell. Die meisten Städte und Kommunen greifen auf ein anderes Modell zurück, das sogenannte Formannskapsmodell. Dabei wird aus den Mitgliedern des Kommunalparlaments heraus die sogenannte Formannskap (deutsch: Präsidentschaft) gewählt, der unter anderem der Bürgermeister (Ordfører) angehört. In diesen Gemeinden gibt es zudem einen sogenannten Rådmann, der als oberster Verwaltungschef einer Kommune fungiert. Im Formannskapsmodell kann das Parlament nicht sein Misstrauen gegenüber den einzelnen Mitgliedern aussprechen.